# Drapeau de l'Acadie
Vous lisez un « bon article » labellisé en 2013.
Le drapeau de l'Acadie, aussi appelé le drapeau acadien ou parfois le tricolore étoilé, est le drapeau national de l'Acadie. Il est composé de trois bandes verticales : bleue à gauche, blanche au centre et rouge à droite ; une étoile jaune est située en haut de la bande bleue. Il a été adopté lors de la Deuxième convention nationale acadienne, le 15 août 1884 à Miscouche, à l'Île-du-Prince-Édouard (Canada) et utilisé pour la première fois le lendemain. Cela en fait le plus vieil emblème d'un peuple francophone nord-américain.
Inspiré du drapeau français, il est à l'origine symboliquement associé à la mer et à la foi catholique mais l'interprétation moderne en fait aussi une personnification du peuple acadien. Le drapeau fut proposé par Marcel-François Richard comme compromis entre les différentes factions nationalistes, influencées par la France, le Québec et le clergé et divisées entre la modernité et la tradition d'une part et entre l'ouverture à la francophonie et l'identité acadienne d'autre part.
Ce drapeau est le symbole national acadien le plus populaire, et est donc très fréquemment utilisé par les institutions acadiennes.

## Histoire

### Drapeaux antérieurs ou concurrents

#### Premières explorations
Selon Maurice Basque et André Duguay, il est probablement impossible de déterminer quel fut le premier drapeau utilisé en Acadie. Des pêcheurs de divers pays européens naviguaient sur les côtes avant le XVIe siècle, soit avant la fondation du Canada en 1534 par Jacques Cartier. De plus, les Vikings se sont installés à Terre-Neuve vers l'an mille et il se peut qu'ils aient exploré les côtes de la future Acadie. Quoi qu'il en soit, la présence de drapeaux impressionne les Amérindiens et certains de leurs plus vieux pétroglyphes sur le sujet, toujours visibles au parc national de Kejimkujik, représentent des bateaux aux pavillons flottant au vent.

#### Acadie française
Jacques Cartier utilise les armoiries de France lorsqu'il prend possession de la Nouvelle-France en 1534 ; ces armoiries sont D'azur aux trois fleurs de lys d'or. Lorsque Pierre Dugua de Mons fonde l'Acadie en 1604, c'est probablement un drapeau dérivé de ces armoiries qui est utilisé, si l'on en croit la carte dressée par Samuel de Champlain de l'habitation de l'île Sainte-Croix. Ce drapeau est parfois traversé d'une croix blanche et peut-être chargé des armes de France, entourées des colliers des ordres de Saint-Michel et du Saint-Esprit. La même carte montre toutefois le « pavillon de Champlain », constituée d'une croix blanche sur fond d'azur, sur un navire. Ce drapeau est vraisemblablement le pavillon naval de l'époque. Une copie flotte sur le lieu historique national de l'Habitation de Port-Royal. Par contre, Marc Lescarbot écrit que la bannière de France flotte sur l'Habitation de Port-Royal ; celle-ci est peut-être le drapeau blanc, couleur devenue symbole de la monarchie au début du XVIIe siècle. Il fait d'ailleurs mention à plusieurs reprises de bannières et de drapeaux dans sa pièce Le Théâtre de Neptune.
Durant toute la période coloniale française, il n'existe aucun drapeau spécifiquement acadien et plusieurs drapeaux sont utilisés sur le territoire. Les Bourbons adoptent un drapeau « Blanc aux trois fleurs de lys d'or » en 1610. Il semble que l'usage de ce drapeau soit strictement réservé au roi. D'ailleurs, Louis XIV, en 1661, restreint le drapeau blanc à la marine royale, tandis que la marine marchande doit utiliser le vieux pavillon bleu. Le pavillon blanc de la marine royale, parfois avec des fleurs de lys d'or, parfois avec les armoiries royales, combinant les deux symboles ou pas du tout, devient de plus en plus populaire à partir de 1674 et remplace même le pavillon bleu pour la marine marchande. Des drapeaux de régiments sont aussi utilisés. En 1663, lorsque la Nouvelle-France devient une partie du domaine royal, un drapeau est toutefois adopté. De toute manière, il est presque impossible de déterminer avec précision quel drapeau a été utilisé et à quelle époque car ils n'ont été compilés officiellement qu'à partir de 1740.

Le blason du roi de France, utilisé par les premiers explorateurs français à partir de 1534.
Le « drapeau de Champlain ».
La bannière du roi de France, premier drapeau de l'Acadie à partir de 1604.
Le pavillon naval du royaume de France, assimilé au drapeau de la Nouvelle-France à partir de 1610
Le drapeau de la Nouvelle-France à partir de 1663

L'Acadie est abandonnée en 1607 mais les Français reviennent en 1610. La colonie est attaquée par Argall de Virginie en 1613 et c'est le drapeau d'Union qui est hissé. Ce drapeau, aussi appelé le « Scottish Jack » ou l'« English Jack » avait été adopté officiellement par les Britanniques en 1707,. La colonisation de l'Acadie échoit à l'Écosse en 1621 par l'entremise de William Alexander et c'est donc le drapeau de l'Écosse, constitué de la croix bleue de saint André sur fond blanc. La colonie est d'ailleurs renommée New Scotland puis Nova Scotia - Nouvelle-Écosse en français - et se voit accorder des armoiries. Ces armoiries et le drapeau écossais sont à la base des symboles de l'actuelle province de Nouvelle-Écosse.
L'Acadie est retournée à la France en 1632 par la signature du traité de Saint-Germain-en-Laye mais est reconquise par les Britanniques en 1654. La colonie est de nouveau retournée à la France en 1667 à la suite de la signature du traité de Bréda. Plusieurs invasions ont toutefois lieu durant les années suivantes, par les Britanniques et même les Néerlandais. Le changement fréquent de drapeau et donc d'allégeance rend la population acadienne peu loyale et attachée à ces symboles. On note d'ailleurs que les habitants de Port-Royal conservent deux drapeaux, l'un français et l'autre britannique, qu'ils hissent à l'arrivée d'un navire, selon son origine. Jean Talon écrit, qu'en plus de recevoir des armes et des munitions, « un drapeau ne seroit pas inutil ». Le détachement acadien des Compagnies franches de la marine obtient un drapeau avant celui du Canada, vers 1704.

Le drapeau de l'Angleterre.
Le drapeau d'Union, utilisé en Acadie sporadiquement de 1613 à 1713 et officiellement jusqu'en 1801.
Le drapeau de l'Écosse.
Le drapeau de la Nouvelle-Écosse.
Le drapeau du prince à l'époque de la domination néerlandaise.

#### Acadie anglaise
La partie péninsulaire de l'Acadie est définitivement conquise par les Britanniques en 1710, ce qui est confirmé par le traité d'Utrecht de 1713. La colonie prend le nom de Nouvelle-Écosse. La France conserve en fait l'île Royale et l'île Saint-Jean qui en dépend. La forteresse de Louisbourg est construite et les Compagnies franches de la marine y sont installées, de même qu'un détachement du régiment de Cambis. Les Acadiens de la Nouvelle-Écosse entretiennent des liens avec ceux restés sous contrôle français et conservent un politique de neutralité. Les Britanniques prennent la forteresse de Louisbourg en 1758 et refusent les honneurs de la guerre aux troupes françaises. Furieux, les soldats du régiment de Cambis déchirent leur drapeau et détruisent leur mousquet plutôt que de les rendre. Selon Maurice Basque et André Duguay, cela préfigure le geste du chevalier de Lévis en 1760 à Montréal. Entretemps, le Canada tente de reprendre l'Acadie en 1747 durant la bataille de Grand-Pré et les Britanniques fondent Halifax en 1749, signifiant que de nombreux autres drapeaux sont utilisés.

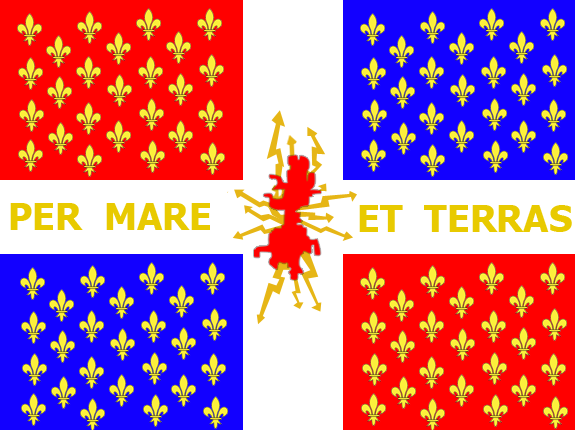
Le drapeau des Compagnies franches de la marine en Acadie.
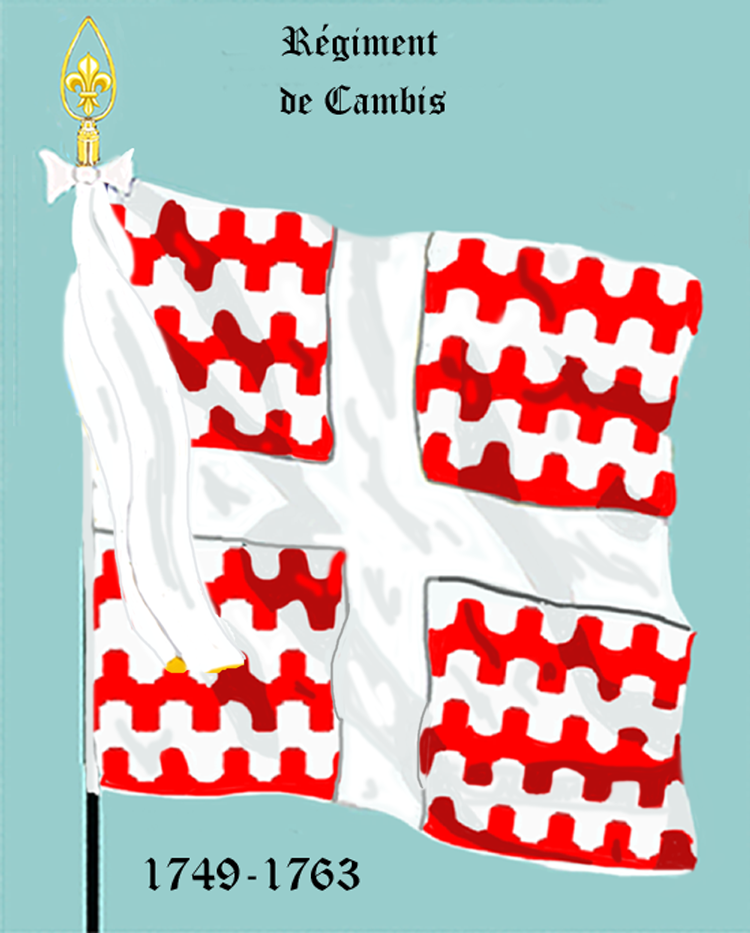
Le drapeau du régiment de Cambis.

#### Provinces maritimes

Le drapeau de l'Île-du-Prince-Édouard.
Le drapeau du Nouveau-Brunswick.
Le drapeau de Nouvelle-Écosse.
Le drapeau du Québec.
Le drapeau de Terre-Neuve-et-Labrador. Il y a une communauté acadienne à Terre-Neuve bien que cette province n'ait jamais fait partie de l'Acadie historique.
Le tricolore de Terre-Neuve, un drapeau non officiel mais populaire.

La partie continentale de l'Acadie, disputée entre la France et la Grande-Bretagne, est annexée à la Nouvelle-Écosse en 1763.
Au fil des décennies suivantes, des parties du territoire en sont séparées pour former ou agrandir l'Île-du-Prince-Édouard, le Nouveau-Brunswick, le Québec et l'État américain du Maine. L'Union Jack devient le drapeau britannique en 1801.
À partir de 1801, la marine royale britannique utilise le Red Ensign alors que la marine marchande se sert du Blue Ensign. La confédération canadienne a lieu en 1867. Dès lors, les navires canadiens ont le droit d'utiliser le blue ensign avec les armoiries du Canada. En 1870, un red ensign avec les armoiries du Canada est utilisé par le gouverneur général tandis qu'un blue ensign avec les armoiries provinciales est utilisé par les lieutenant-gouverneurs des provinces. Le red ensign avec les armoiries du Canada est considéré comme le drapeau canadien de facto. Un drapeau canadien est officiellement adopté en 1965. Entretemps, des drapeaux provinciaux sont aussi adoptés.

LUnion Jack, utilisé à partir de 1801.
Le Red ensign, utilisé à partir de 1801.
Le Blue ensign, utilisé à partir de 1801.
La première version du red ensign canadien, adopté en 1868.
Le drapeau du Canada depuis 1965.

### Origines du drapeau actuel
Lors de la renaissance acadienne, durant la seconde moitié du XIXe siècle, les élites francophones souhaitent la création de symboles nationaux, ce qui permettrait d'unir la population malgré l'absence de reconnaissance officielle et de gouvernement. Cette proposition suit un courant plus vaste, où les Canadiens français et d'autres peuples ailleurs dans le monde se dotent de symboles, souvent inspirés par d'autres plus anciens ou par ceux de leur métropole. Toutefois, les membres de l'élite sont divisés sur deux questions. La première consiste à déterminer si, pour assurer l'épanouissement de la culture acadienne, ceux-ci doivent se fusionner aux Canadiens français ou poursuivre leur propre développement. Le second problème étant que, bien que l'adoption d'un symbole inspiré de la France fasse l'unanimité, le choix doit se faire entre un symbole associé à l'Ancien Régime ou lié pragmatiquement à la France moderne, comme l'ont alors déjà fait les Canadiens français en adoptant le Tricolore.
En fait, le clergé canadien français joue alors un rôle très important dans les institutions acadiennes et considère le nationalisme acadien comme une « annexe » au nationalisme canadien français. Camille Lefebvre parvient d'ailleurs à faire adopter, comme au Québec, Saint Jean-Baptiste comme saint patron à Memramcook et dans certains autres villages durant les années 1860.
Le tricolore français est vu pour la première fois au Canada en 1854 durant la guerre de Crimée, lorsque les navires britanniques et français arborent les drapeaux des deux pays. Dans ce contexte d'alliance entre les deux anciennes puissances ennemies, de nombreux Canadiens saluent ce drapeau avec joie. Les relations commerciales entre le Canada et la France reprennent ensuite.
À cette époque au Canada, le tricolore français est associé à la religion puisque le régime de Napoléon III est officiellement catholique. Après 1867, Camille Lefebvre lève le Tricolore chaque 24 juin, jour de la Saint-Jean-Baptiste, à Memramcook. En 1880, lors d'une conférence aux États-Unis, la proposition d'un drapeau pour une union francophone d'Amérique du Nord, qui est en réalité le Tricolore, est adopté par les participants, incluant les Acadiens. Le tricolore français perd de sa popularité dans les années 1870, étant associé davantage au républicanisme. En 1877, Philéas-Frédéric Bourgeois fait même installer l'ancien drapeau fleurdelisé français au collège Saint-Joseph de Memramcook ; il est encore en place en 1881.
Un troisième camp, dirigé par le curé Marcel-François Richard, fait son apparition au cours des années 1870 : celui-ci désire la création d'un drapeau acadien distinct. Le curé Richard est aussi l'instigateur du culte de l'assomption de Marie, dont la célébration était très importante en France durant l'Ancien régime.

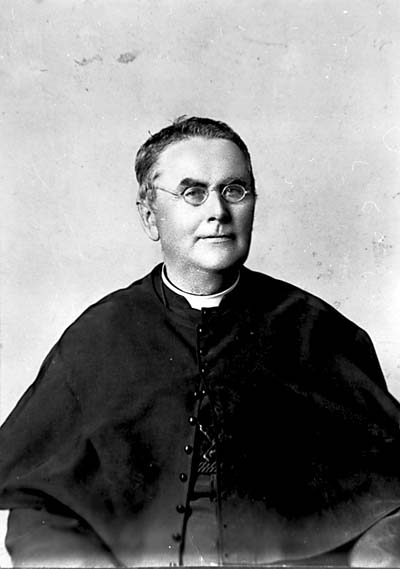
Camille Lefebvre, avant 1895.
Drapeau utilisé de 1860 à 1884.
Drapeau utilisé de 1877 à 1884.
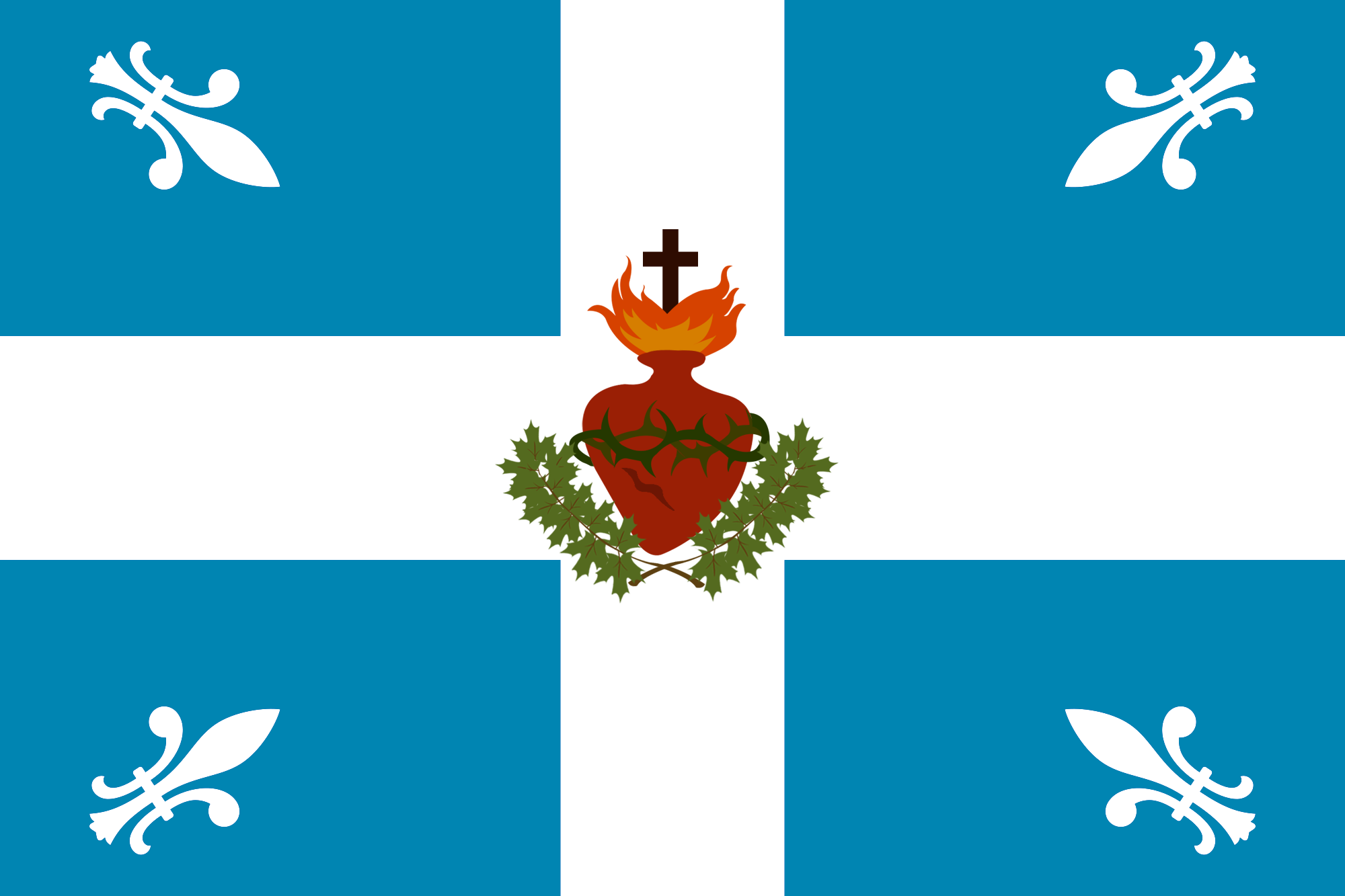
Le Carillon-Sacré-Cœur, utilisé de 1903 aux années 1910.

La première Convention nationale acadienne est convoquée en 1881 à Memramcook. Un comité, composé principalement de prêtres acadiens, parvient à faire adopter l'Assomption de Marie comme fête nationale. Plusieurs défenseurs de Saint-Jean-Baptiste et d'une manière générale les Canadiens français n'acceptent pas la défaite, parlant même d'ingratitude et de séparatisme de la part des Acadiens et un mouvement – ou cabale selon l'historien Robert Rumilly – tente alors à tout prix de faire changer la fête nationale. Marcel-François Richard demande quant à lui à l'évêque de légitimer le choix fait à la convention.
Le débat finit par se recentrer sur le choix d'un drapeau national, les défenseurs du particularisme acadien souhaitant multiplier les références à Marie à l'opposé des défenseurs de Saint-Jean-Baptiste souhaitant limiter le développement d'une identité nationale distincte. Les tenants de Saint-Jean-Baptiste supportent principalement un drapeau inspiré par celui de l'ancien régime en France, soit un drapeau blanc, contrairement au sens commun tel que noté par l'historien Perry Biddiscombe. Les tenants du particularisme suivent une logique semblable : certains drapeaux liés symboliquement à Marie sont proposés mais la majorité des partisans soutiennent le tricolore français. C'est d'ailleurs le cas de Marcel-François Richard, qui propose le drapeau acadien actuel, malgré ses convictions. Il semble en fait qu'il craigne qu'une trop grande division entre francophones empire des relations avec les anglophones déjà tendues à l'époque. Il craint aussi que l'éloignement des Acadiens et des Canadiens-français ait atteint un point de non-retour, ce qui serait désastreux en termes d'aide religieuse et en éducation. En fait, dès 1882, Marcel-François Richard prétend que le drapeau de Marie – un bicolore bleu et blanc, le drapeau du pape, le drapeau de la France et l'Union Jack se prêtent à la création d'un drapeau acadien ; il ignore ensuite l'Union Jack, à cause des problèmes récurrents entre les Acadiens et les anglophones. Il propose également d'ajouter un bateau au futur drapeau acadien. L'idée est laissée de côté mais un bateau est ajouté sur l'insigne acadienne.
Le drapeau est proposé le 15 août 1884 lors de la deuxième Convention nationale acadienne à Miscouche, par le père André O. Cormier, secrétaire de la troisième commission (Le drapeau national) et secondé par le curé Marcel-François Richard. Richard préfère ce drapeau en souvenir des origines françaises du peuple acadien et en hommage à ses pères fondateurs.
Le premier drapeau est brodé probablement en 1883 par Marie Babineau, une institutrice originaire de Saint-Louis de Kent, amie du curé Richard ; elle prend alors un drapeau français acheté dans un commerce, découpe un trou en forme d'étoile dans le canton bleu et brode un morceau de tissu jaune en dessous. D'ailleurs, une marque de commerce est visible dans l'un des coins du drapeau. Ce premier exemplaire est conservé au Musée acadien de l'Université de Moncton.
La première levée officielle du drapeau acadien a lieu le lendemain, 16 août 1884, en face de l'église de Miscouche ; le second usage a lieu le même jour, sur un paquebot rapportant des délégués au Nouveau-Brunswick. Il semble d'ailleurs que le drapeau est popularisé à l'origine à l'Île-du-Prince-Édouard et à l'est du Nouveau-Brunswick ; il est utilisé pour la première fois à l'extérieur des provinces de l'Atlantique à Waltham, au Massachusetts en 1895.

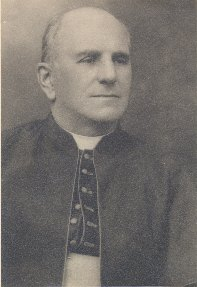
Marcel-François Richard vers 1905.
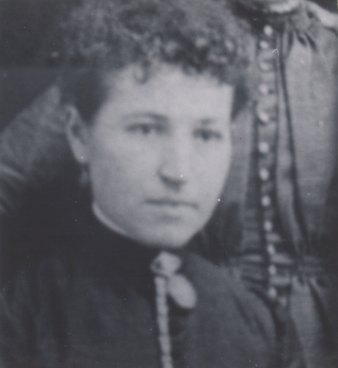
Marie Babineau en 1885.
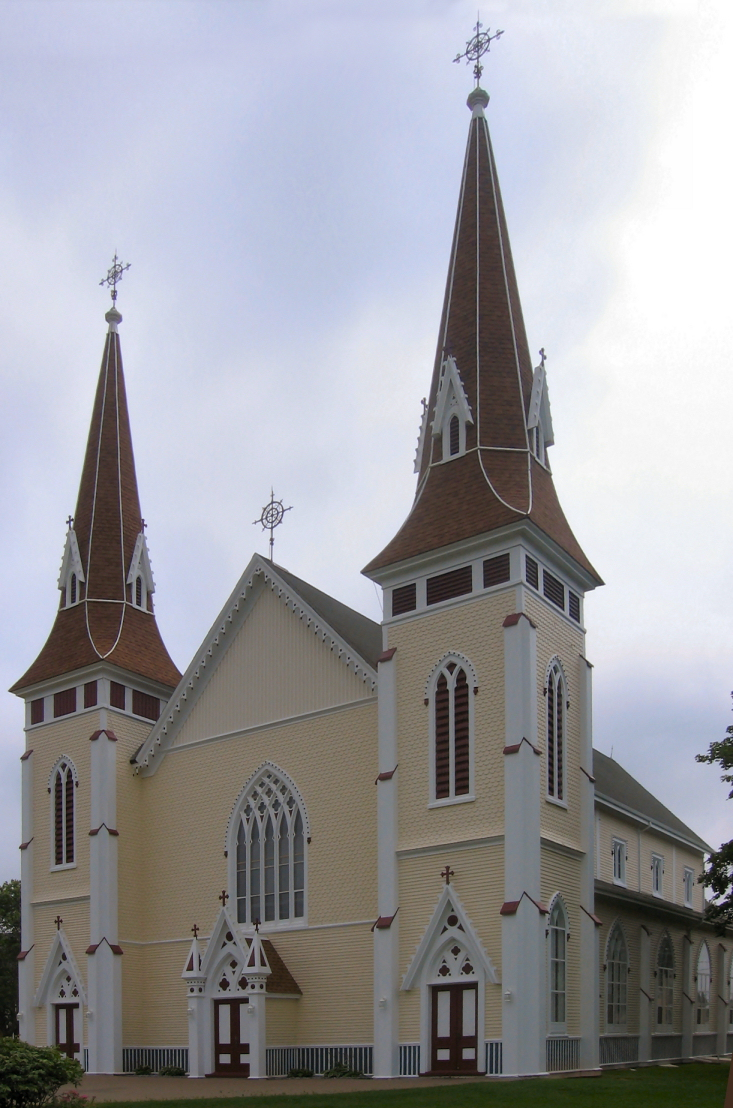
L'église Saint-Jean-Baptiste de Miscouche.

### Opposition puis popularisation
C'est dans ce contexte que la droite acadienne amplifie son opposition au Tricolore et ses dérivés et que le drapeau de Carillon, ou Carillon-Sacré-Cœur lorsqu'une représentation du Sacré-Cœur y est ajoutée, est créé par l'abbé Elphège Filiatreault à Saint-Hyacinthe en 1902 et adopté par la Société Saint-Jean-Baptiste en 1903 ; le drapeau actuel du Québec est dérivé du drapeau de Carillon. Ce drapeau est popularisé à l'extérieur du Québec et certains souhaitent alors rétablir la Saint-Jean-Baptiste comme fête nationale de l'Acadie. Selon plusieurs photographies anciennes, le Carillon-Sacré-Cœur est utilisé conjointement au tricolore étoilé ou même le remplace, notamment au collège Saint-Joseph en 1903, causant une bataille médiatique forçant la direction à se rétracter et à rétablir le tricolore étoilé en 1904. L'élite acadienne reste généralement en faveur du tricolore étoilé et L'Évangéline ainsi que dans une moindre mesure Le Moniteur acadien publient des articles en sa faveur, L'Évangéline affirmant même en 1908 que « nul n'a le droit de lever un drapeau contre le DRAPEAU ». L'opposition au tricolore étoilé s'amoindrit vers 1910 et il est même installé en 1912 à Québec lors du Premier Congrès de la langue française au Canada.
Dès l'adoption du tricolore étoilé, des anglophones s'opposent à ce symbole, sous prétexte qu'il ressemble au drapeau français. C'est probablement la raison pourquoi il devient populaire moins rapidement chez les Acadiens du Nouveau-Brunswick que chez ceux de l'Île-du-Prince-Édouard et de la Nouvelle-Écosse.
Plusieurs Acadiens tentent par la suite de dissocier le drapeau de l'Acadie de celui de la France, par exemple en ajoutant un sacré-cœur et une image de la Vierge Marie à la bande blanche, ou en donnant aux couleurs une interprétation religieuse ou liée aux qualités acadiennes.
Après la Première Guerre mondiale, le nationalisme acadien s'essouffle. Il reprend de la vigueur durant les années 1950, où certains membres de l'élite acadienne désirent un « combat intense pour la sauvegarde et la promotion de l'étendard acadien ». Les années 1960 sont une période contestataire et de nombreux étudiants considèrent que le drapeau n'est « pas assez radical ». Parmi leurs principaux faits d'armes : le retrait du drapeau par la force du collège Saint-Joseph l'ajout d'une faucille et d'un marteau dans la bande bleue à Moncton. Des élèves de Rogersville, afin de ne pas « souiller » le village de ce geste, se rendent au Monument Notre-Dame-de-l'Assomption recouvrir le tombeau de Marcel-François Richard du drapeau de l'Acadie « authentique » et brûler en face de celui-ci une effigie recouverte du drapeau à la faucille et au marteau. Le drapeau reste somme toute assez populaire chez les jeunes, qui y voient à la fois un symbole des ancêtres et de la renaissance acadienne. En fait, c'est à cette époque que le drapeau devient véritablement populaire, comme le prouve une série de diapositives de Roméo Savoie, et apparaît sur toutes sortes d'objets, des bâtiments, des boîtes aux lettres et même des gâteaux.
Le drapeau continue de diviser les Acadiens à l'occasion. En 1978, des étudiants hissent le drapeau acadien sur l'Université Saint-Louis Maillet d'Edmundston, incitant d'autres à le retirer. Après débat, l'administration décide de hisser quatre drapeaux, eux aussi dérobés. Un autre débat sur le protocole entourant l'ordre des drapeaux force l'administration à enlever les mâts pour de bon.
En 1979, à Allardville, lors du congrès annuel du Parti acadien, André Dumont propose la création d'un drapeau acadien moins colonial,. Celui-ci consiste en trois étoiles jaunes en diagonale sur un fond bleu ; le bleu représente la mer, les trois étoiles le Nord-Ouest, le Nord-Est et le Sud-Est, autrement dit les trois régions acadiennes du Nouveau-Brunswick et la diagonale représente le projet de province acadienne ; le projet n'est pas approuvé. D'autre part, l'utilisation du drapeau de l'Acadie par le Parti acadien incitent certaines personnes à s'en dissocier. De toute manière, les célébrations du 375e anniversaire de l'Acadie, en 1979, contribuèrent à repopulariser le drapeau.
En 1994, lors du premier Congrès mondial acadien, l'artiste Claude Roussel propose la création d'un nouveau drapeau.
Un exemplaire du drapeau est envoyé dans l'espace à bord de la navette spatiale américaine à deux reprises, soit en 1996 et en 1998 ; il est désormais exposé au musée acadien de l'Université de Moncton.
En 1999, une cérémonie du lever du drapeau à Fredericton est perturbée par l'Anglo Society of New Brunswick, un groupe de défense des anglophones réputés anti-francophone, et un membre de ce groupe est attaqué par un Québécois, qui est accusé de voie de fait. Le même groupe profane un drapeau à Fredericton le 15 août 2004. En 2010, des membres font circuler des photographies de tuniques du Ku Klux Klan aux couleurs des drapeaux acadien et québécois. Le drapeau est brûlé en 2011 en Nouvelle-Écosse lors d'une partie de hockey opposant une équipe acadienne et une équipe anglophone.
En 2012, le drapeau est mis en berne par des jeunes en guise de protestation contre l'abolition de circonscriptions électorales acadiennes en Nouvelle-Écosse. Déjà, en 2005, à l'occasion du 250e anniversaire de la Déportation des Acadiens, le projet de mise en berne du drapeau dans le Nord-Ouest du Nouveau-Brunswick s'attire des critiques, pouvant être vu comme une provocation contre la couronne britannique dans le contexte du projet de reconnaissance officielle de la déportation.
Toutes ces tentatives ont pourtant peu d'effet et le drapeau de l'Acadie est désormais très populaire. Son apparition lors d'une remise des médailles aux Jeux olympiques d'hiver de 2010 à Vancouver a toutefois fait les manchettes.

## Description et symbolisme

### Noms
Le nom officiel du drapeau est « drapeau national de l'Acadie » , mais « drapeau de l'Acadie » et « drapeau acadien » sont utilisés plus couramment. Il arrive parfois de trouver les noms « drapeau des Acadiens » ou « drapeau national des Acadiens ». Il peut être surnommé « tricolore étoilé ». D'autres surnoms ont déjà été utilisés, tel que « drapeau national des Acadiens-français » après la convention de Miscouche. L'expression « drapeau des aïeux » a été utilisée par Henri P. Leblanc durant la convention de 1910.
Le nom donné à l'étoile est Stella Maris, ce qui signifie étoile de la mer en latin. Selon Pascal Poirier, c'est l'étoile de l'Assomption. Certaines sources parlent aussi d'étoile papale, de l'écusson ou d'étoile de l'Acadie. Ce dernier est le nom héraldique de l'étoile.

### Dimensions

Proportions officielles du drapeau de l'Acadie.

Les délégués de la Convention nationale de Miscouche n'ont pas choisi de dimensions ni de couleurs officielles. Le ratio 2:3, celui du drapeau français, est couramment utilisé par la suite, de même que la division en trois bandes d'égales largeur. Puisque les dimensions et la position de l'étoile laissent souvent à désirer, et dans le but d'avoir des drapeaux uniformes, des dimensions officielles sont proposées en 1953, lors d'un exposé préparé par l'Association acadienne d'enseignement (AAE) présidé par le Docteur Théo Godin. Des milliers de drapeaux sont distribués durant les années suivantes, contribuant à populariser cette version. Les dimensions du drapeau varient pourtant d'un fabricant à l'autre, les plus petits drapeaux ayant souvent un ratio 3:4. Malgré tout, le ratio 1:2, basé sur le drapeau du Canada, reste le plus courant.
Selon les dimensions officielles, les trois bandes verticales sont de largeur égales, notée « A ». L'étoile à cinq pointes est construite dans un cercle imaginaire, de diamètre ¾ A, dont le centre est situé à 1⅜ A du bas du drapeau, sur une ligne verticale imaginaire séparant la bande bleue en deux.

### Couleurs
Selon l'inscription au Registre public des armoiries, drapeaux et insignes du Canada, le drapeau de l'Acadie est « tiercé en pal d'azur, d'argent et de gueules, chargé au canton de l'étoile d'Acadie d'or ». Autrement dit, il est constitué de trois bandes verticales – bleue à gauche, blanche au centre et rouge à droite – et compte une étoile dorée en haut à gauche.
Le drapeau acadien étant incontestablement inspiré du drapeau français, les couleurs doivent suivre celles utilisées sur ce dernier, tel que décidé en 1953 et confirmé en 1995. Le bleu est dit royal, le rouge vif et le jaune de l'étoile, papal ou parfois doré. L'original avait un bleu très sombre. On retrouve des bleus ou rouges très clairs, mais c'est plutôt rare. La couleur de l'étoile varie également, du jaune, au doré et même à l'orange mais le jaune est la couleur la plus courante. Il n'y a parfois même pas d'étoile, notamment lorsque des guirlandes de fanions bleus, blancs et rouges sont utilisés.
Couleurs officielles du drapeau de l'Acadie :
| Couleur | ● Bleu      | ● Blanc       | ● Rouge     | ● Or        |
| ------- | ----------- | ------------- | ----------- | ----------- |
| HTML    | #0055A4     | #FFFFFF       | #EF4135     | #FFD700     |
| RVB     | 0, 85, 164  | 255, 255, 255 | 206, 17, 38 | 255, 215, 0 |
| Pantone | Reflex Blue | Safe          | Red 032     | 871         |
| CMJN    | 100.89.0.0  | 0.0.0.0       | 0.87.60.0   | 0.18.94.0   |

### Symbolique
L'usage des couleurs bleu, blanc et rouge date du Moyen Âge français. Le bleu est la couleur de la chape de saint Martin de Tours, le blanc est celui du drapeau de Jeanne d'Arc et plus tard celui de la royauté et le rouge est la couleur de l'oriflamme de Saint-Denis. Le blanc représente aussi le drapeau de la Sainte-Vierge. De ces « couleurs nationales », le bleu est dit des « confesseurs », le blanc des « vierges » et le rouge des « martyrs ».
Il semble que la première mention au sens moderne des couleurs du drapeau de l'Acadie provienne d'une des compositions gagnantes d'un concours littéraire et patriotique en 1926 au collège Saint-Louis d'Edmundston. Le rouge représente ainsi « les souffrances du peuple martyr, le blanc, l'innocence des mœurs que le peuple acadien doit s'efforcer de conserver, et le bleu, sa foi dans l'avenir, dans la survivance » et « l'étoile dorée témoigne à tous les peuples la dévotion des Acadiens envers Marie ».
Le choix d'une étoile est logique car c'est un symbole associé à Marie et lors de la première convention nationale acadienne de 1881, les délégués ont choisi une sainte-patronne, Notre-Dame-de-l'Assomption, et le jour de l'Assomption comme fête nationale. L'étoile est toutefois plus qu'un signe de dévotion à Marie, c'est un signe de ralliement. En fait, c'est Stella Maris qui est l'étendard, le tricolore pouvant être considéré comme un simple arrière-fond, une thèse soutenue par plusieurs auteurs dont Maurice A. Léger. F.-A. Bourgeois la compare à la « lumière mystérieuse » ayant guidé le « peuple de Dieu dans le désert » et à l'étoile de Bethléem.
Déjà, en 1880, Philéas-Frédéric Bourgeois avait parlé qu'un jour l'étoile de l'Acadie « brillera », ce qui préfigure peut-être le tricolore étoilé selon Maurice A. Léger.
Selon  Antonine Maillet, l'étoile est synonyme de « bonne chance » dans les régions françaises d'origine des Acadiens. Marcel-François Richard possédait un blason, dont la date de création est inconnue. Il comprenait les mêmes couleurs que le drapeau de l'Acadie mais inversées, ainsi qu'une étoile non pas à cinq branches mais à six branches. De plus, il possède une devise, Vicimus stella ejus (Nous avons vu son étoile), une allusion avec la rencontre des mages avec Hérode en Matthieu 2,2.
Une critique courante envers l'hymne national de l'Acadie est le fait qu'il ne mentionne pas l'Acadie mais Maurice A. Léger rappelle qu'il mentionne tout de même une étoile: « Ave maris stella » (« Salut, astre de la mer ») et le compare avec l'hymne nationale américain à ce titre.
Selon l'Association Nord-américaine de vexillologie, le drapeau de l'Acadie est un « bon drapeau » car il respecte cinq règles de base de la vexillologie de par sa simplicité, son symbolisme, le fait qu'il ne contienne que trois couleurs de base, qu'il ne contienne pas de lettres ou de sceaux et qu'il ne copie pas de drapeau tout en étant lié à d'autres.

## Protocole
Depuis un arrêté ministériel de 1946, « le drapeau canadien doit occuper la place d'honneur lorsqu'il est déployé ou exposé en même temps que d'autres drapeaux ». Cela sous-entend que le drapeau du Canada n'a pas à être présent et donc que le drapeau de l'Acadie peut être utilisé seul ou avec d'autres drapeaux que celui du Canada. C'est d'ailleurs ce que soutient l'Association acadienne d'enseignement (AAE) en 1953, considérant que le drapeau de l'Acadie n'est pas celui d'une nation étrangère. Cela a une importance car à quelques reprises la Gendarmerie royale du Canada a forcé des Acadiens à retirer leur drapeau, notamment dans la région de Moncton, parce que des voisins croyaient que c'était un drapeau français. L'AAE suggère donc de ne pas hésiter à grimper jusqu'au drapeau et mettre en évidence Stella Maris pour prouver aux gens que c'est bel et bien le drapeau de l'Acadie. Toujours en 1953, l'éditorialiste de L'Évangéline demande au ministère de la Justice du Canada de clarifier la question. C'est finalement le secrétariat d'État qui répond que l'usage du drapeau de l'Acadie est « légitime », pour autant qu'il soit utilisé avec « tact et bon goût » en respect des « lois et [de] l'ordre public ». Selon Euclide Daigle, le drapeau acadien « mérite tout l'honneur ». Au Canada, il n'est pas rare de voir deux drapeaux ou plus sur la même hampe.

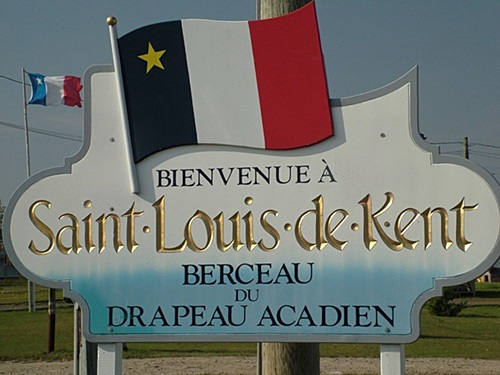
Bienvenue à Saint-Louis-de-Kent, berceau du drapeau acadien.
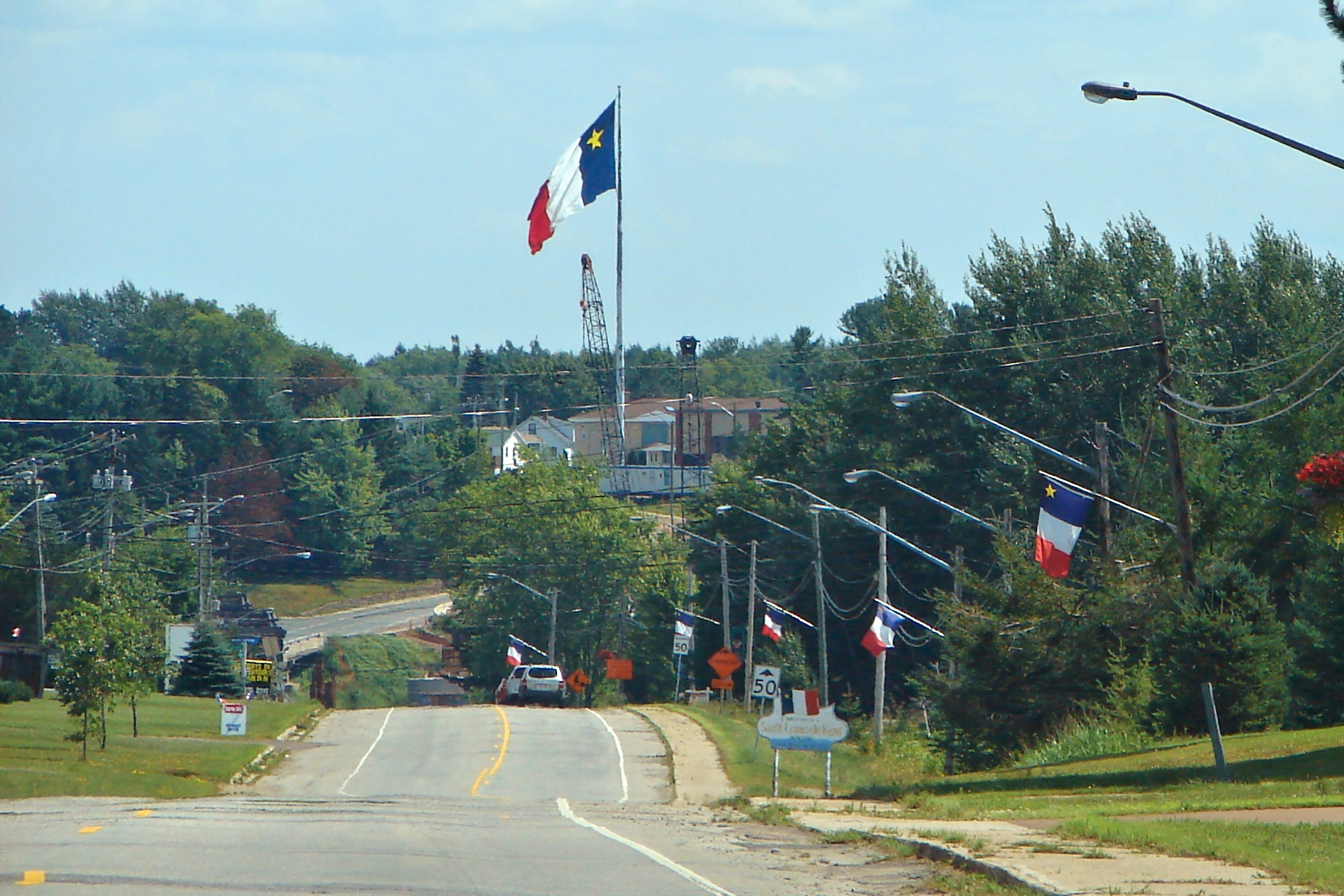
Drapeaux acadiens à Saint-Louis-de-Kent.
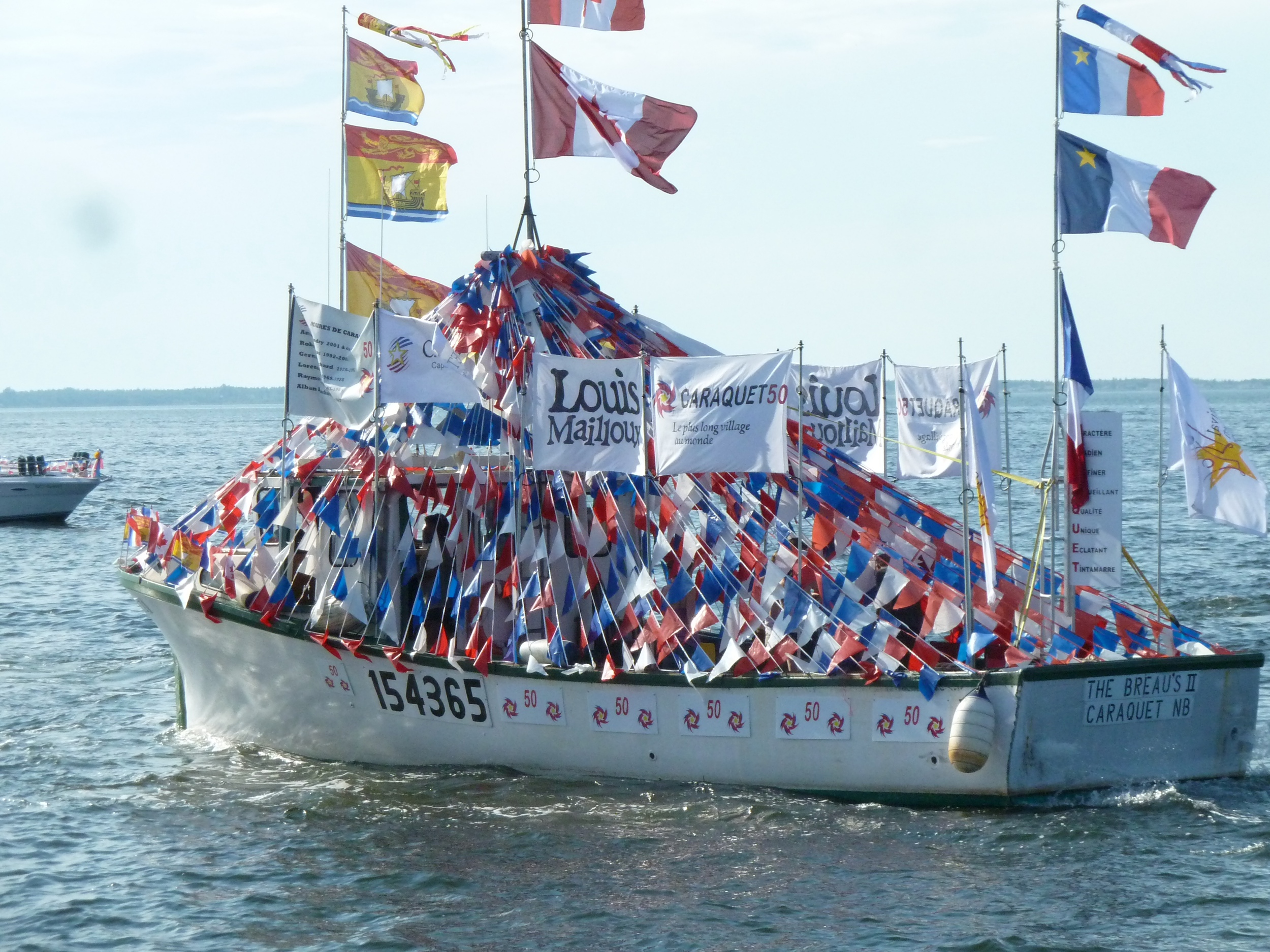
Bénédiction des bateaux à Caraquet.
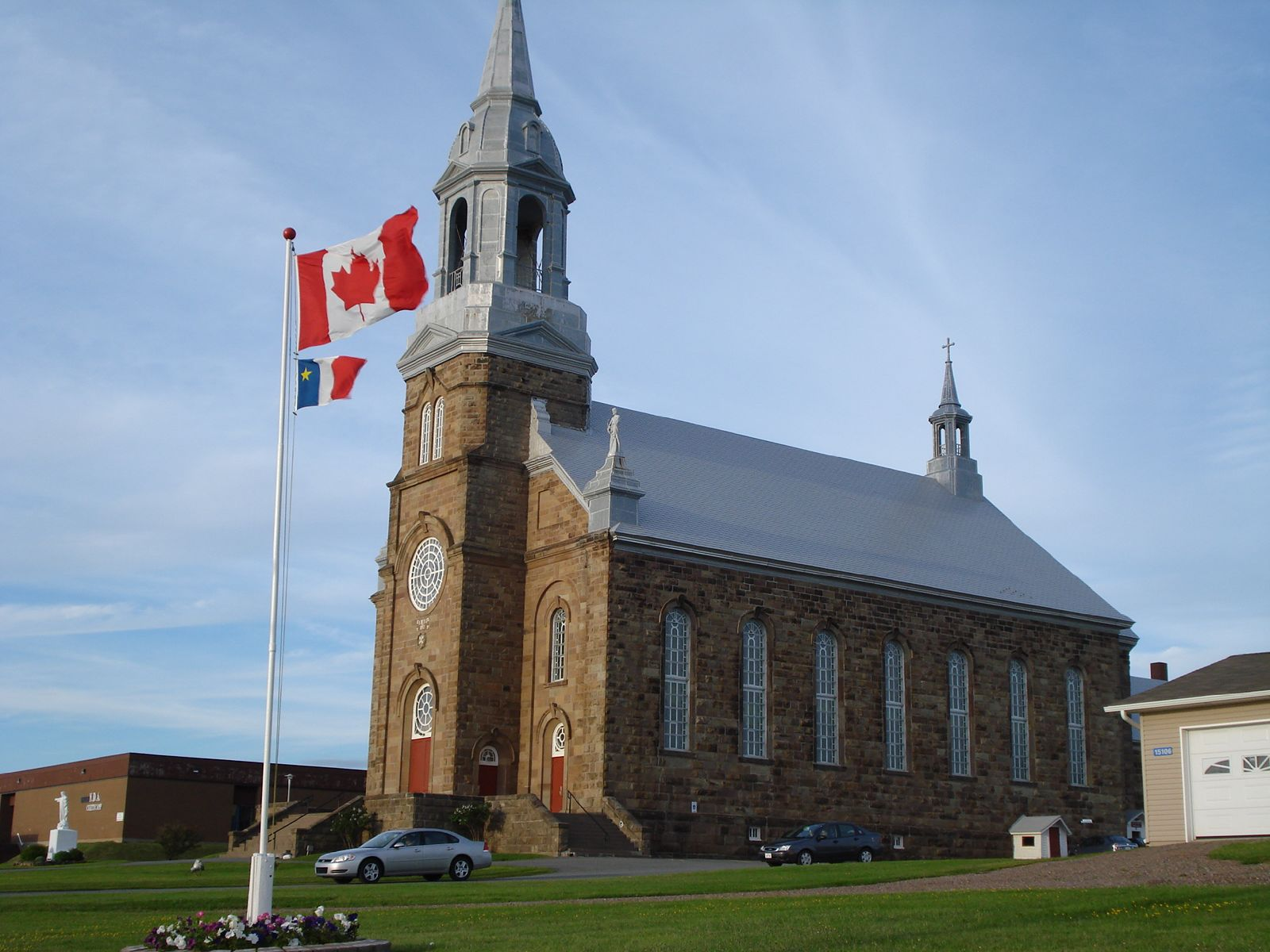
Le tricolore étoilé sur la même hampe que l'unifolié, à Chéticamp.

## Utilisation

### Idéologie
Le drapeau de l'Acadie est d'un usage courant. Selon le géographe Adrien Bérubé, son usage ou non est lié la plupart du temps à quatre idéologies, elles-mêmes liées à quatre conceptions de l'Acadie : l'Acadie historique, l'Acadie généalogique, l'Acadie opérationnelle – constituée des localités francophones des provinces de l'Atlantique – et l'Acadie prospective, comprenant uniquement celles du Nouveau-Brunswick. Selon lui, le drapeau ne peut pas représenter l'Acadie historique puisqu'il fut créé 121 ans après la signature du traité de Paris de 1763. Selon l'idéologie généalogique, le drapeau représente un lien de parenté et non un territoire, un peu comme le tartan pour les Écossais. Cela donne parfois lieu à une prolifération de drapeaux lors de certaines commémorations, notamment six différents au Madawaska. Le drapeau est souvent une opportunité commerciale selon l'idéologie généalogique.
L'usage du drapeau selon l'idéologie prospective donne souvent lieu à la multiplication : lors de l'inauguration du Village historique acadien, en 1977, onze drapeaux ornaient la tribune. Saint-Louis-de-Kent, lieu de naissance du drapeau, en possède un géant de 9 mètres par 18, installé sur un mat de 40 mètres de haut. L'usage peut aussi être insolite : lors de la CONA, en 1979, à Edmundston, une personne a installé un drapeau au sommet d'une grande échelle. L'usage peut mêler gigantisme et insolite : il y a par exemple des automobiles et des maisons peintes du drapeau de l'Acadie. L'un des exemples les plus connus en est le centre d'information touristique de Grande-Anse, constitué d'un phare peint aux couleurs du drapeau.
À plusieurs endroits, notamment Caraquet, le drapeau de l'Acadie est souvent utilisé seul et mis en évidence, en faisant un message plus politique que généalogique.

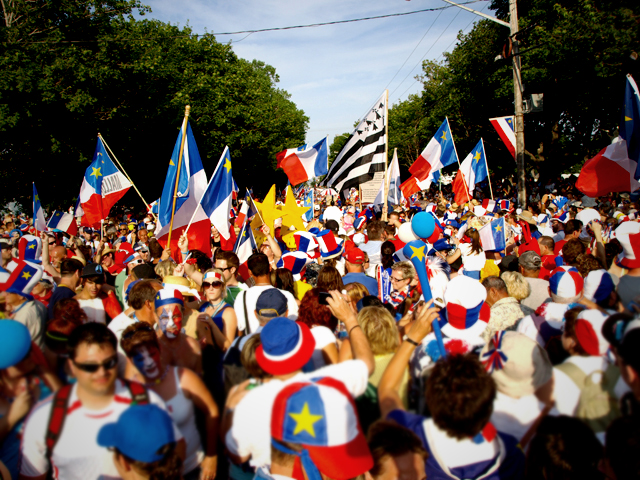
Le drapeau de l'Acadie au tintamarre de Caraquet.
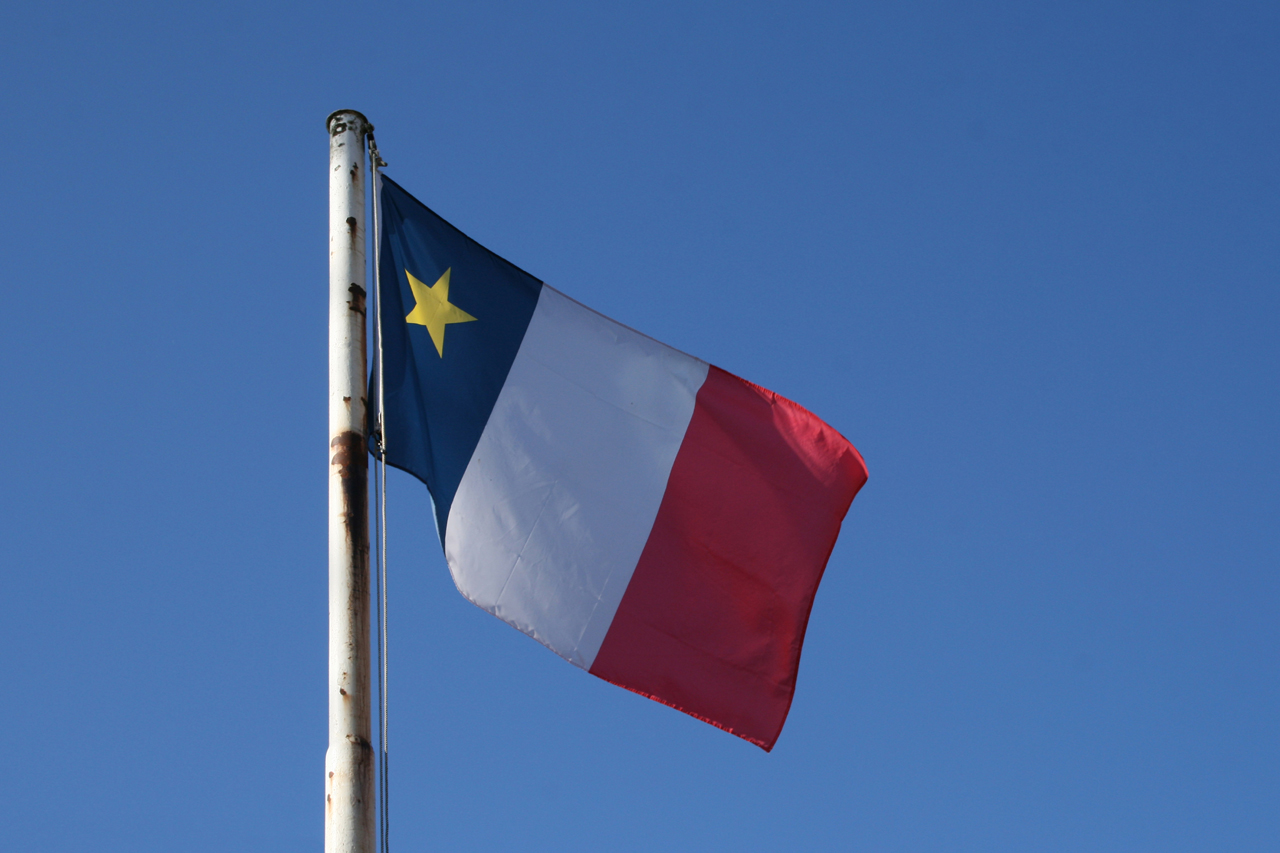
Drapeau de l'Acadie à Archigny, en France.
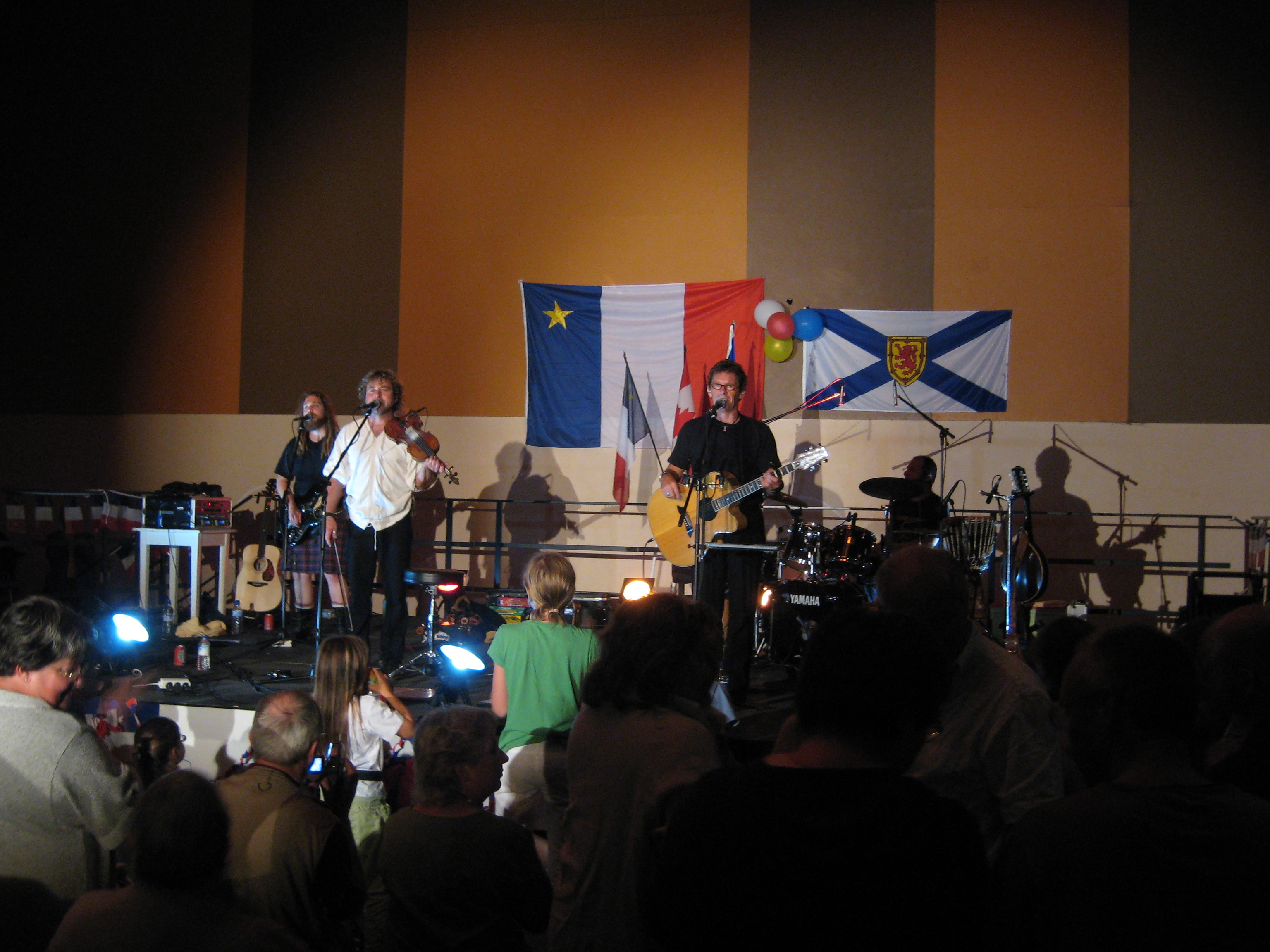
Le groupe Suroît en spectacle, devant un drapeau de l'Acadie et un drapeau de la Nouvelle-Écosse.
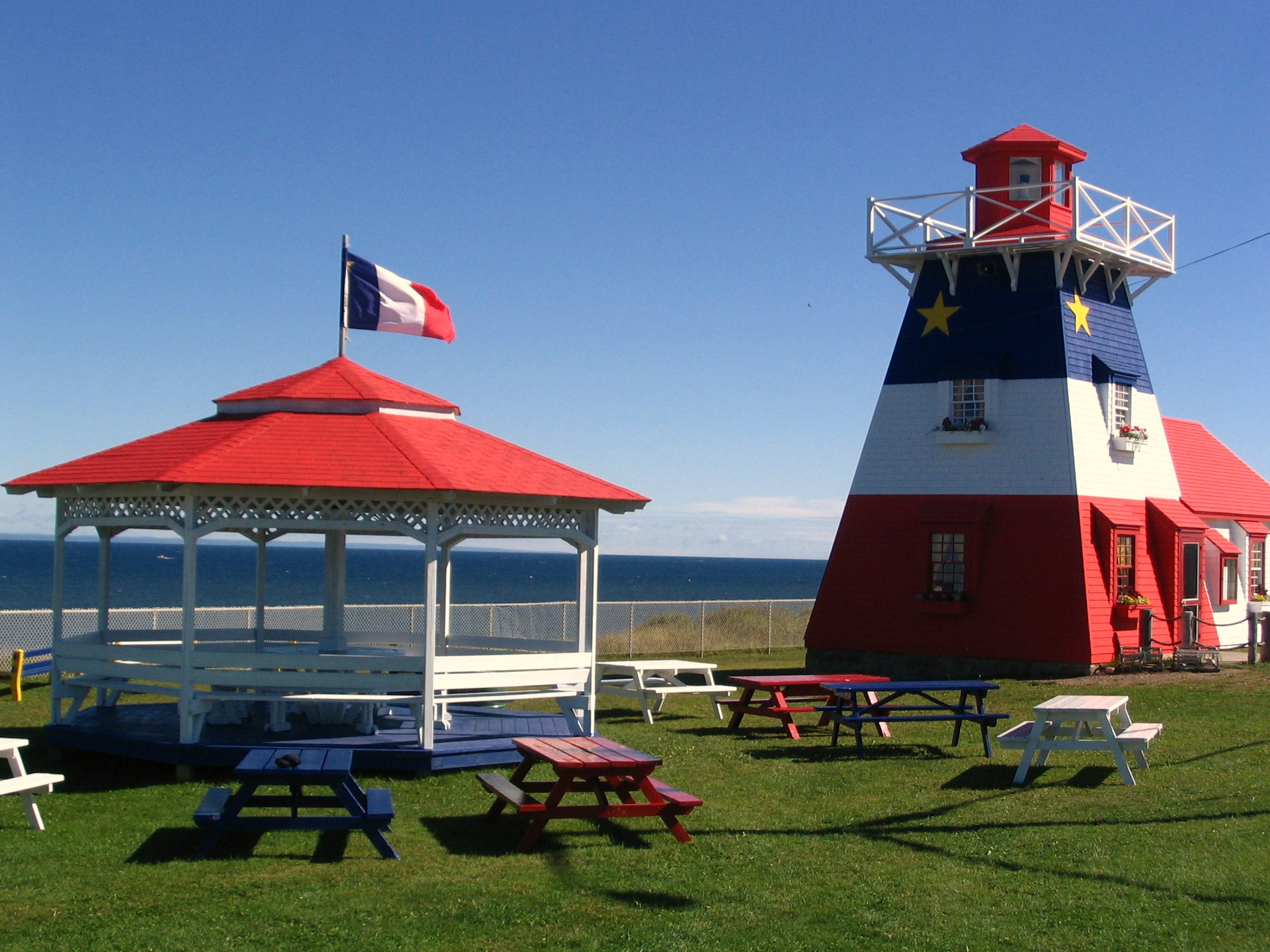
Le centre d'information touristique de Grande-Anse.
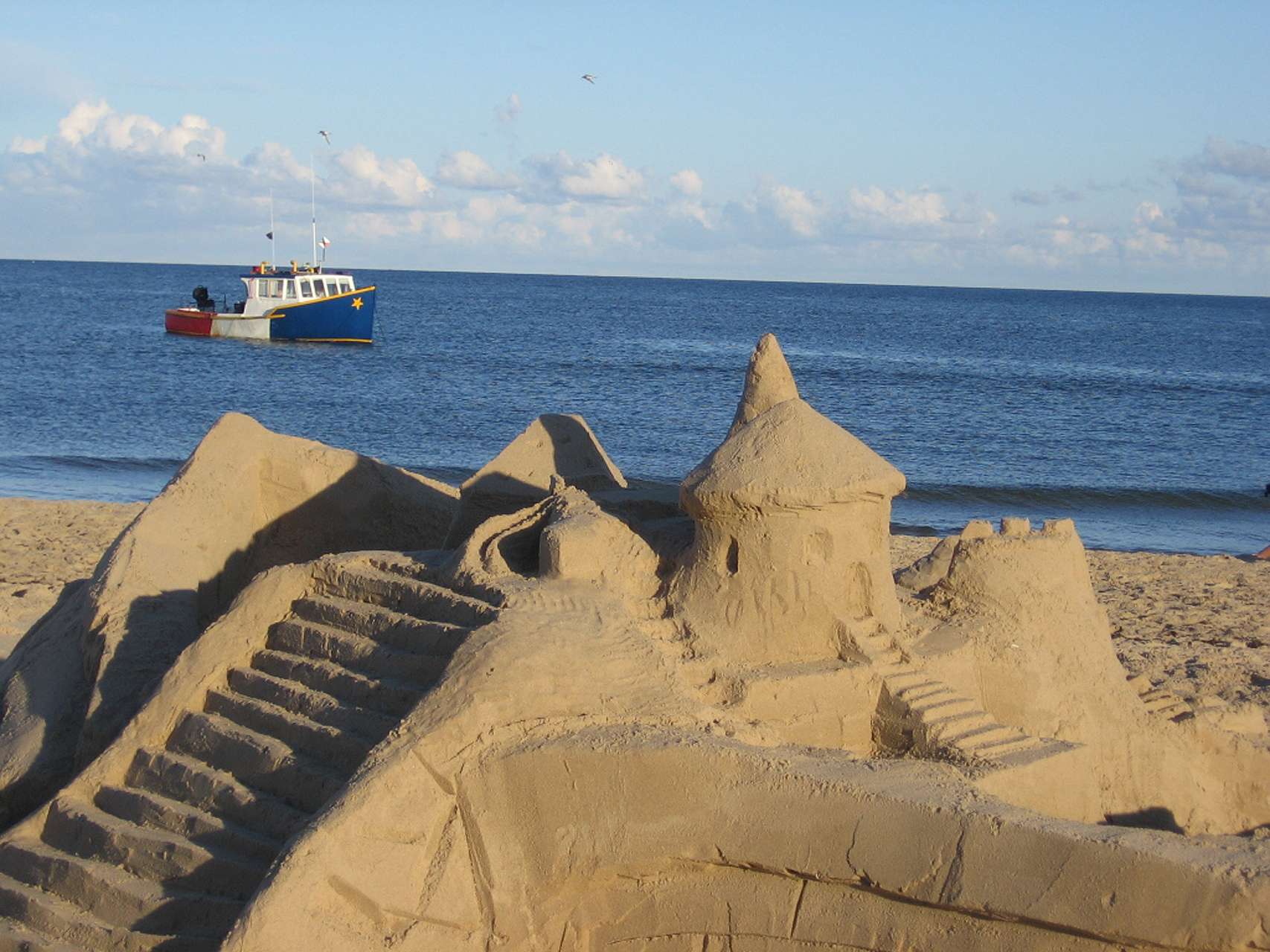
Bateau orné du drapeau acadien aux îles de la Madeleine.
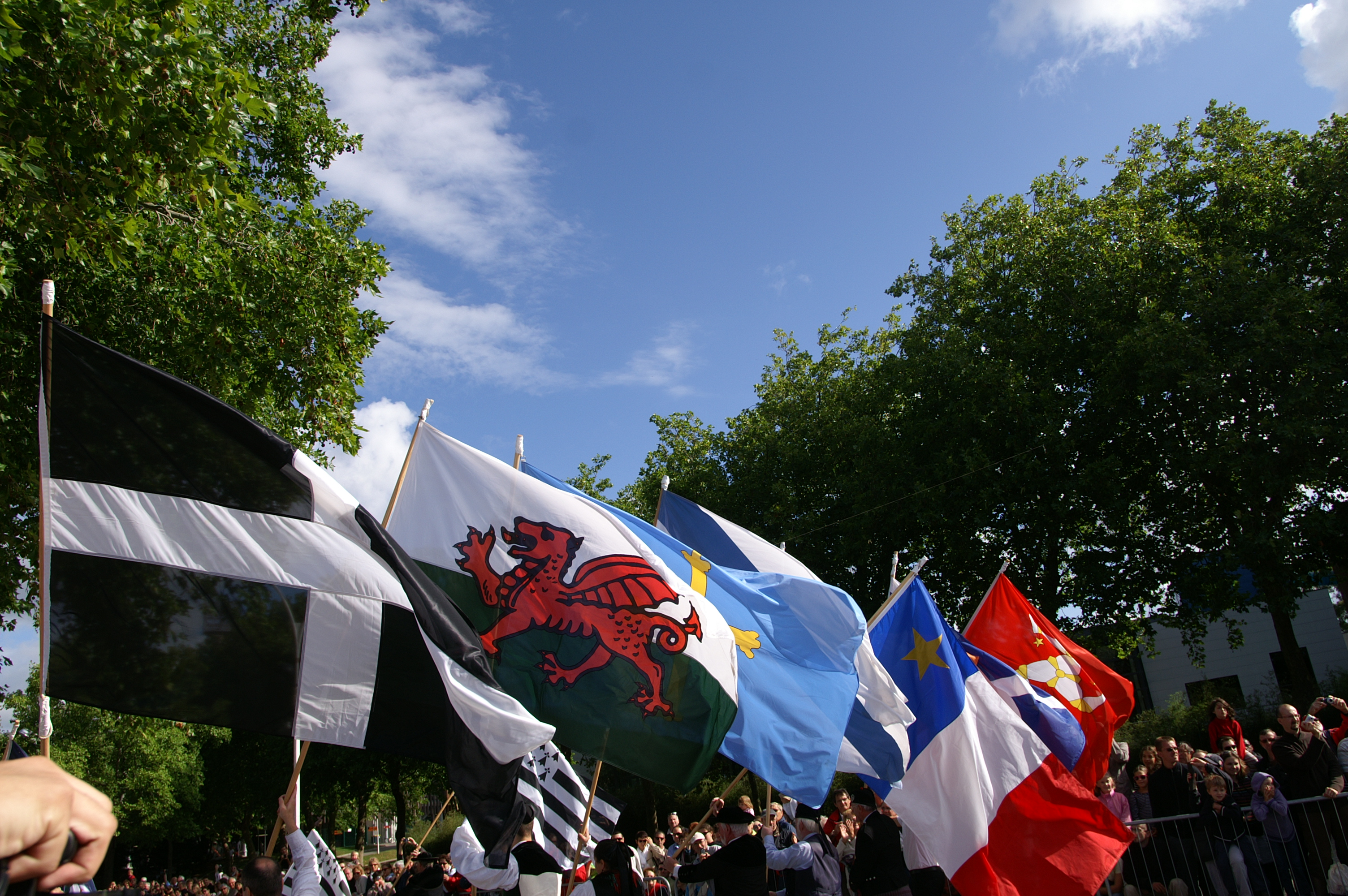
Drapeau de l'Acadie au festival interceltique de Lorient.

### Reconnaissance
Le drapeau de l'Acadie est reconnu officiellement par le Nouveau-Brunswick en 1982.
En 1984, à l'occasion du centenaire du drapeau, celui-ci est hissé sur plusieurs bâtiments publics au Nouveau-Brunswick, causant l'opposition de la majorité anglophone et forçant le gouvernement à hisser également l'Union Jack.
Au cours des années 1990, la cité de Fredericton fait flotter le drapeau lors de la fête nationale de l'Acadie. En 1999, la section locale de la SAANB demande qu'il soit installé de façon permanente devant l'hôtel de ville. En 1999, la cité de Moncton fait installer le drapeau de l'Acadie devant son hôtel de ville, en prenant toutefois soin d'y installer aussi l'Union Jack. Toujours en 1999, la ville de Caraquet demande d'accorder la même considération au drapeau de l'Acadie qu'à ceux d'autres nations lors de la tenue du Sommet de la Francophonie à Moncton, ce que le premier ministre Camille Thériault finit par accepter.
Le 15 août 1995, la Société nationale de l'Acadie se fait concéder un  blason auprès de l'Autorité héraldique du Canada. Pour l'occasion, le drapeau de l'Acadie est aussi reconnu comme le drapeau national de l'Acadie ; les lettres patentes sont publiées le 23 novembre 1996. Il est hissé à Province House, le parlement de l'Île-du-Prince-Édouard, durant toute l'année 2004. En 2011, la Nouvelle-Écosse introduit une plaque d'immatriculation ornée du drapeau de l'Acadie. Il semble que la ville de Madawaska, au Maine, ait officiellement adopté le drapeau.

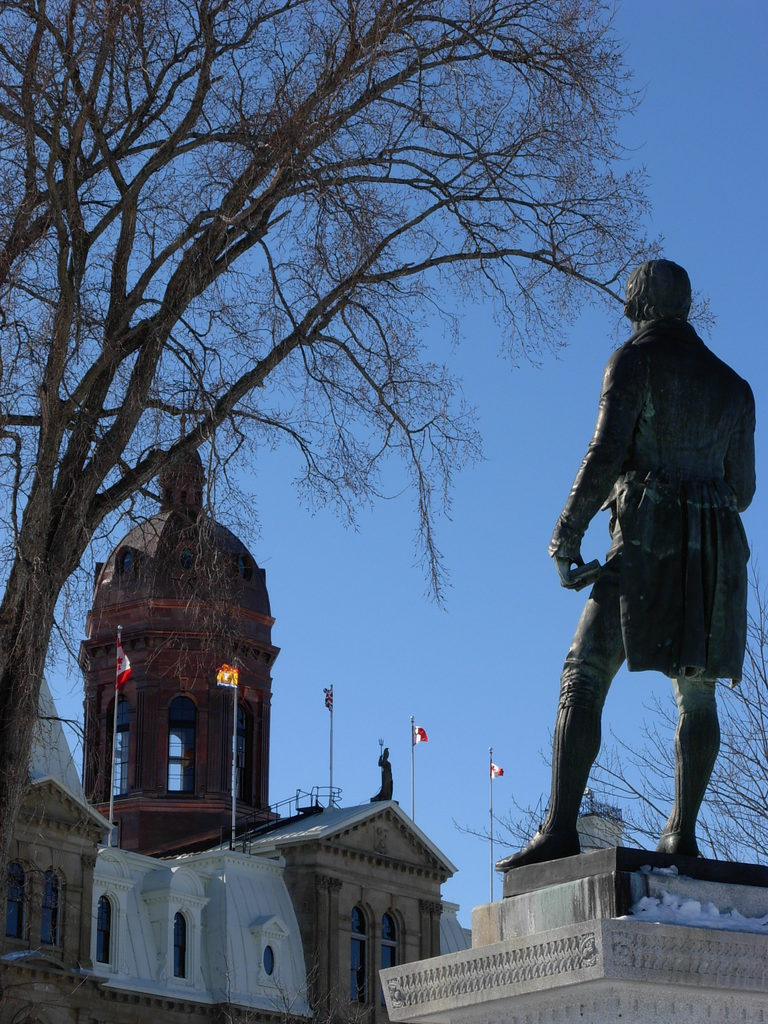
Le drapeau de l'Acadie (4e à partir de la gauche) est l'un de ceux installés devant l'Assemblée législative du Nouveau-Brunswick.
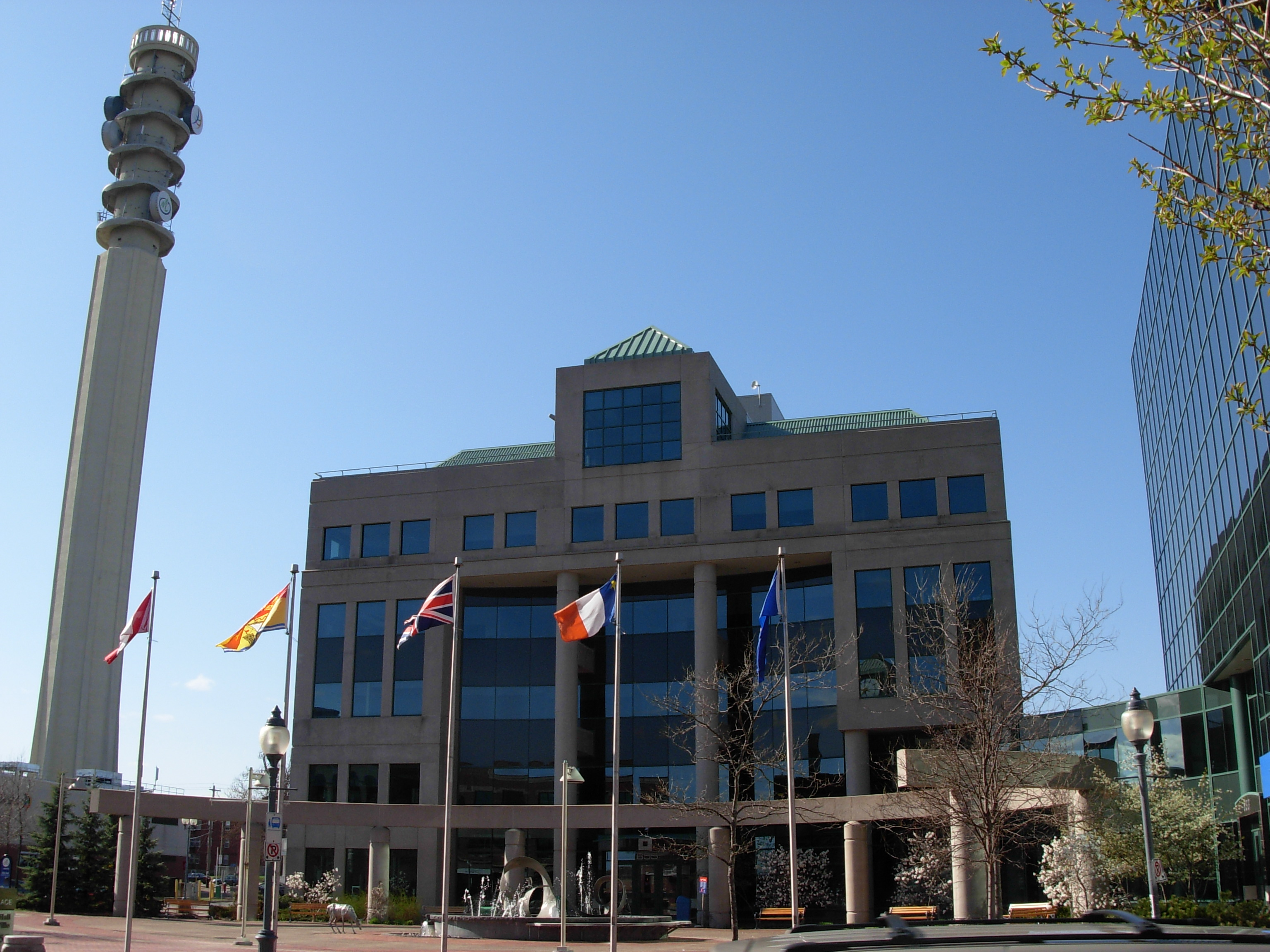
Le drapeau de l'Acadie (4e à partir de la gauche) devant l'hôtel de ville de Moncton.

### Détournement
L'étoile jaune du drapeau est souvent utilisée comme signe diacritique, comme élément décoratif ou surtout comme signe de ponctuation, notamment sur des affiches. Certaines entreprises portent quant à elles le nom L'étoile dorée ou un dérivé. En 1981, les progressiste-conservateurs de Richard Bennett Hatfield parviennent à soutirer plus de vote des Acadiens en utilisant l'étoile dorée dans leur publicités francophones.

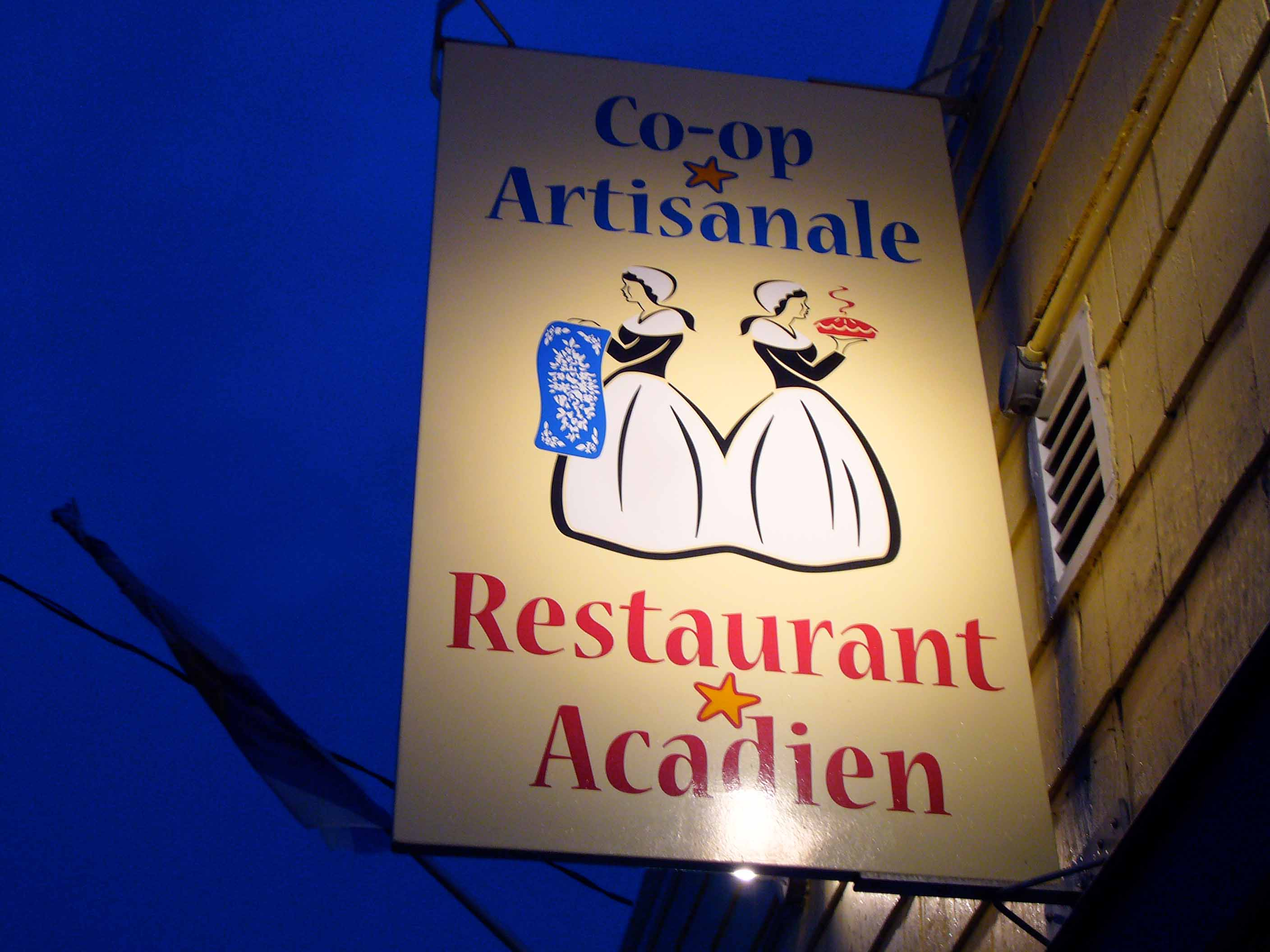
Usage de Stella Maris dans une affiche à Chéticamp.
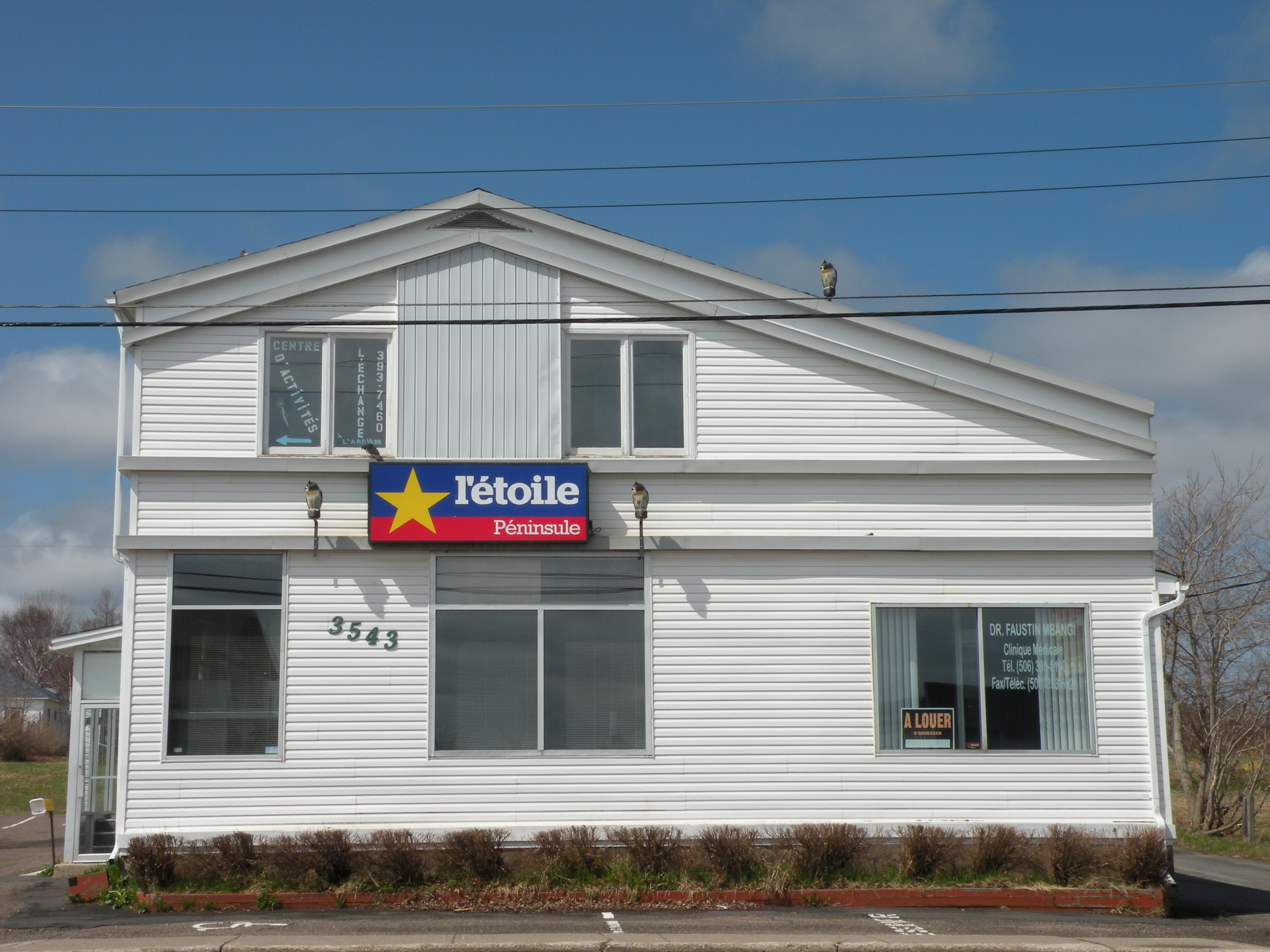
Un local du journal L'Étoile à Tracadie-Sheila.
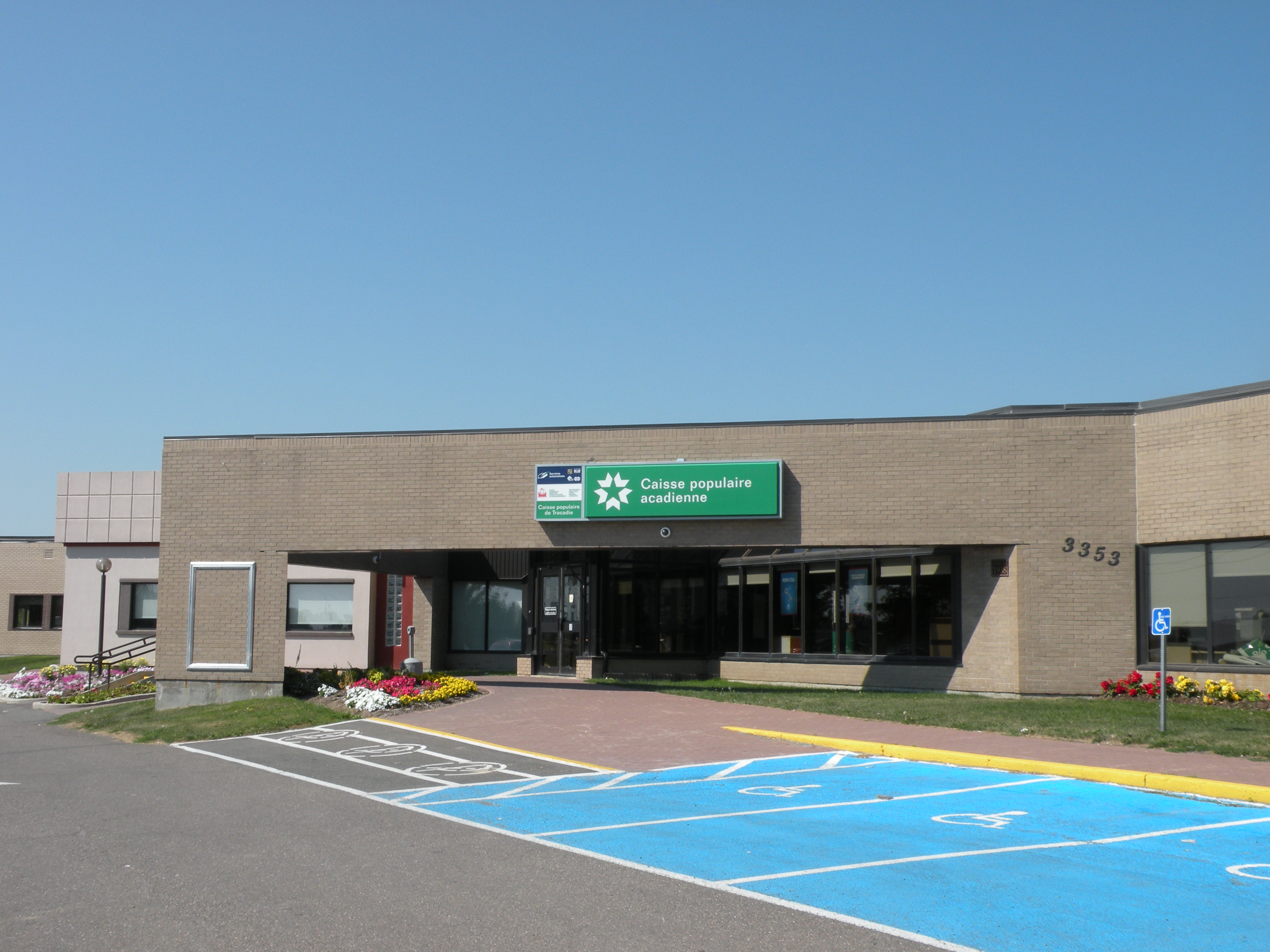
Une succursale d'UNI Coopération financière dans la même ville, dont le logo rappelle Stella Maris.

## Dans la culture
En 1908, Charles Birette, professeur à l'Université Sainte-Anne de Pointe-de-l'Église, compose le poème L'Étendard acadien, dans lequel un Acadien dialogue avec un Français sur le sens de son drapeau. Durant les années 1970, le poème anonyme Le Drapeau acadien, sur les sentiments pieux liés au nationalisme, est publié à la fin du livre généalogique Les Chiassons. En 1979, Phil Comeau écrit un poème sur un autre point de vue, dans lequel il décrit le drapeau comme un « bouche-trou ». La même année, dans le roman Isabelle-sur-Mer de Claude Le Bouthillier, le drapeau original est hissé sur un mat par une descendante de Marie Babineau à l'occasion d'un festival à Maisonnette.
Le blason de la Société historique acadienne reprend les couleurs du drapeau de l'Acadie, y compris Stella Maris. Il en est de même pour le blason de la Société nationale de l'Acadie.
La Chanson du drapeau est écrite par Jeannita Bernard en 2009.
Le drapeau figure sur Acajou, la mascotte des Jeux de l'Acadie. Acadieman porte le drapeau sur son uniforme, mais avec une tête de mort à la place de l'étoile.
La série de six tableau Les Grandes heures du peuple acadien, de Claude Picard, mettent en valeur l'adoption des symboles nationaux, incluant le drapeau.
Un timbre canadien émit le 15 août 2005 et conçu par Pierre-Yves Pelletier commémore la Déportation des Acadiens ainsi que le Lieu historique national de Grand-Pré et comprend le drapeau de l'Acadie. Un timbre rendant hommage à Roméo Leblanc, gouverneur général du Canada de 1995 à 1999, est émis le 8 février 2010 ; trois drapeaux, dont celui de l'Acadie, se trouvent au bas du timbre.

## Autres drapeaux
En 1965, le militant Allen Babineaux propose de créer un drapeau cadien basé sur le drapeau de l'Acadie qu'il a vu à Caraquet. C'est toutefois le projet de Thomas Arceneaux qui est accepté. Néanmoins, il inclut Stella Maris, qui symbolise également Notre-Dame de l'Assomption. Parmi les autres drapeaux inspirés du drapeau de l'Acadie se trouvent le drapeau des Franco-Terreneuviens et le drapeau des Franco-américains.

Drapeau des Cadiens.
Drapeau des Franco-Américains.
Drapeau des Franco-Terreneuviens.
Drapeau des Franco-Américains du Maine.
Drapeau des Acadiens de la Nouvelle-Angleterre.

Le tricolore de Dodson est un drapeau utilisé au Texas durant la révolution texane. Sa ressemblance vient simplement du fait qu'il fut aussi inspiré du drapeau français.

Tricolore de Dodson.